# Philip K. Dick's Electric Dreams
Philip K. Dick's Electric Dreams (Sueños eléctricos de Philip K. Dick), también denominada simplemente Electric Dreams, es una serie de televisión de antología y ciencia ficción basada en el trabajo del escritor Philip K. Dick.
Estrenada en Channel 4 en el Reino Unido el 17 de septiembre de 2017, la serie consta de diez episodios, basados en la obra de Dick y escritos por guionistas británicos y estadounidenses. Se estrenó en Amazon Video en los Estados Unidos el 12 de enero de 2018.

## Producción
En un principio, la serie era un proyecto de AMC y Channel 4, antes de que AMC se retirara. En febrero de 2017, se anunció que Prime Video había adquirido los derechos para transmitir la serie en Estados Unidos. La producción corrió a cargo de Sony Pictures Television con Ronald D. Moore, Michael Dinner y Bryan Cranston como productores ejecutivos. Cranston también protagonizó uno de los episodios. Entre los guionistas de la serie están Ronald D. Moore, Michael Dinner, Tony Grisoni, Jack Thorne, Matthew Graham, David Farr, Dee Rees y Travis Beacham. Jack Thorne escribió «The Commuter» basado en el cuento del mismo nombre, y Tom Harper se encargó de la dirección.

## Episodios y reparto

### «The Hood Maker»
En un mundo sin tecnología avanzada, regido por un régimen autoritario, el único mecanismo de comunicación a larga distancia los proporcionan unos mutantes telépatas. Esos poderes, sin embargo, tienen implicaciones involuntarias, algo que llevará a una pareja de detectives a investigar una posible subversión contra el poder establecido.
- Richard Madden como Agente Ross.
- Holliday Grainger como Honor.
- Noma Dumezweni como Senior Agent Okhile.
- Anneika Rose como Mary.
- Richard McCabe como Dr. Thaddeus Cutter
- Paul Ritter como Franklyn.
- Tony Way como Carmichael.

### «Impossible Planet»
Ed Andrews y Brian Norton son dos guías turísticos espaciales que reciben la solicitud de una anciana de más de 300 años que desea regresar a la Tierra que vio nacer a su abuelo. El planeta, es un lugar fantasmagórico por culpa de un catastrófico "incendio solar", pero los jóvenes no son capaces de decirle la verdad a la mujer. Finalmente accederán a sus deseos, movidos únicamente por el dinero que pueden ganar, sin tener en cuenta el peligro que entraña el destino.
- Jack Reynor como Brian Norton.
- Benedict Wong como Ed Andrews.
- Geraldine Chaplin como Irma Louise Gordon.
- Georgina Campbell como Barbara.
- Annes Elwy como Irma de joven

### «The Commuter»
Ed Jacobson, un empleado de la estación de tren de Woking, atraviesa una delicada situación familiar por los episodios psicóticos de su hijo. Una joven llamada Linda solicita un billete de tren hacia una localidad inexistente. Intrigado por el suceso, Jacobson comprueba que varios pasajeros se dirigen al lugar, y descubre que, pese a no aparecer en los mapas, es posible llegar y que quienes han regresado logran efectos sanadores.
- Timothy Spall como Ed Jacobson.
- Rebecca Manley como Mary Jacobson.
- Rudi Dharmalingham como Bob Paine.
- Tuppence Middleton como Linda.
- Anne Reid como Martine Jenkins.
- Ann Akin como Dr. Simpson
- Hayley Squires como Waitress.
- Tom Brooke como Tall Man in Light Coat.

### «Real Life»
Sarah es una mujer policía que alberga sentimientos de culpabilidad, por una tragedia sucedida en el trabajo, que no está dispuesta a renunciar. La joven comparte un espacio muy personal de su vida con George un brillante diseñador de videojuegos. Aficionados a perseguir asesinos violentos ambos descubrirán que el vínculo que les une también puede tener terribles consecuencias para ellos.
- Anna Paquin como Sarah.
- Terrence Howard como George.
- Rachelle Lefevre como Katie.
- Jacob Vargas como Mario.
- Sam Witwer
- Guy Burnet como Colin.
- Lara Pulver como Paula.

### «Crazy Diamond»
Ed Morris trabaja en una compañía que produce humanoides sintéticos que, gracias a su conciencia cuántica, poseen inteligencia y emociones. Un día es abordado por Jill, una hermosa mujer sintética, que le propone un peligroso plan pero beneficioso para ambos: el robo de una decena de conciencias cuánticas, una para que ella pueda seguir viviendo y las otras nueve para que las venda y disfrute de los beneficios. El plan, en apariencia perfecto, sin embargo tendrá un alto coste para Morris y su familia.
- Julia Davis como Sally Morris.
- Steve Buscemi como Ed Morris.
- Sidse Babett Knudsen como Jill.
- Joanna Scanlan como Su.

### «Human Is»
Vera Herrick es la directora de una misión interestelar que, en su vida personal, se encuentra atrapada en un matrimonio infeliz con el héroe militar el coronel Silas Herrick. De carácter difícil y poco afectuoso, Silas es enviado al planeta Rexor IV para obtener una sustancia necesaria para procesar la atmósfera tóxica de la Tierra. Tras sufrir un inesperado ataque por parte de los rexorianos, el coronel consigue regresar a casa, pero Vera siente que el hombre que ha vuelto de la misión no tiene nada que ver con el que se fue.
- Essie Davis como Vera.
- Bryan Cranston como Silas.
- Liam Cunningham como General Olin.
- Ruth Bradley como Yaro.

### «Kill All Others»
Nadie sabe cómo ni por qué ha aparecido un cadáver colgando de una farola pero a nadie parece importarle. Solo Philbert Noyce se atreve a criticar la falta de humanidad de sus vecinos. Su crítica despertará los recelos de las fuerzas de seguridad especialmente ocupadas desde que un político hiciese unas declaraciones impactantes que provocaron numerosos disturbios.
- Vera Farmiga como La Candidata.
- Mel Rodriguez como Philbert Noyce.
- Jason Mitchell como Lenny.
- Glenn Morshower como Ed.
- Sarah Baker como Maggie Noyce.

### «Autofac»
El mundo se ha convertido en una corporación empresarial universal que se rige bajo los principios básicos del consumismo: los humanos consumen para ser felices. Para conseguir su objetivo, y consumir continuamente, se les debe negar la libertad de elección y el libre albedrío. Sin embargo cuando un grupo decide rebelarse la imagen del consumidor perfecto parece más cercana de lo que muchos habrían imaginado.
- Janelle Monáe como Alice.
- Juno Temple como Emily Zabriskie.
- Jay Paulson como Reverend Perine.
- David Lyons como Conrad Morrison.
- Roberto Mantica como Garret.
- Nick Eversman como Avishai Hahn.

### «Safe And Sound»
Foster es una adolescente que, por culpa del acoso que sufre en el colegio, debe abandonar la pequeña localidad en la que vive y mudarse a una gran ciudad junto a su madre Irene. Un cambio radical que obligará a ambas a tener en cuenta el énfasis que la sociedad urbana hace en la seguridad y la prevención del terrorismo. El miedo y la paranoia harán mella en la joven hasta encontrar una guía que le ayude a sobrevivir a su día a día.
- Annalise Basso como Foster Lee.
- Maura Tierney como Irene Lee.
- Connor Paolo como Ethan.
- Martin Donovan como Odín.

### «Father Thing»
Un ataque alienígena pone a la Tierra en peligro. Charlie debe tomar decisiones difíciles para proteger a su madre y a la raza humana. Él ha sido el primero en darse cuenta de que los humanos están siendo reemplazados por monstruos peligrosos y será él quien deba seguir sus instintos si quiere evitar un trágico final.
- Greg Kinnear como Padre.
- Mireille Enos como Madre.
- Jack Gore como Charlie Cotrell.
- Zakk Paradise as Henry Peretti.
- Jack Lewis as Dylan Peretti.

## Recepción
Álvaro P. Ruiz de Elvira, en el Diario El País, califica positivamente la serie incidiendo en que, a diferencia de otras series del género como Black Mirror, son más importantes factores como las emociones, los deseos y la metafísica.

"(los episodios) Tienen un planteamiento muy interesante, ideas buenas, pero ninguno termina de funcionar bien, todo se diluye en el último tercio de la historia, no tienen finales muy satisfactorios. Aun así, se ve a gusto, es un buen entretenimiento, que gustará más a los que busquen historias cortas curiosas que a los entendidos del género."
Álvaro P. Ruiz de Elvira (El País, 2018) 

Lorenzo Ayuso, en vertele.com, incide en que una de las debilidades de la serie es la desigual factura de cada capítulos lo que no favorece la creación de un universo global aunque alaba los textos en los que se basa.

"La conexión entrecortada de estos Electric Dreams los convierte en una propuesta más liviana de lo deseado. Las realidades que nos formulan se descubren demasiado irreales, demasiado lejanas, para que las aceptemos como tales. Son solo un sueño, uno nada velado. Un sueño paradójico del que, a diferencia del que sufren muchos de sus protagonistas, es fácil despertar."
Lorenzo Ayuso (vertele.com, 2018) 

Adriana Izquierdo, en xataka.com, alaba el reparto y los textos escritos por Dick en los que se basa la historia pero critica la continuidad entre los episodios y la dificultad que tienen para mostrar un universo coherente.

"Aunque personalmente 'Electric Dreams' me haya resultado poco arriesgada, poco original y poco atractiva, comprendería que haya muchos expectadores (sic), especialmente fans de la ciencia ficción y fantasía clásicas, que disfruten de la serie y puedan aceptarla por lo que es. Los elementos están ahí: universos futuristas o distópicos con reflexión social y existencial hecha desde la modernidad, tecnología loca, historias interplanetarias o de universos paralelos y un tratamiento visual que va desde lo neón hasta lo onírico."
Adriana Izquierdo (xataka.com, 2018) 